# Miehikkälä
Miehikkälä är en kommun i landskapet Kymmenedalen i Finland. Folkmängden i kommunen uppgår till cirka 1 835 invånare och totala arealen utgörs av 440,35 km². Folkmängden i centralorten Miehikkälä kyrkoby uppgick den 31 december 2014 till 609 invånare. Kommunen grundades år 1887 av gamla Vederlax sockens norra delar, och klassas som en landsbygdskommun. Den genomflyts Virojoki å. Miehikkälä kommun gränsar till Fredrikshamns stad, Kouvola stad, Luumäki kommun, Vederlax kommun, Villmanstrands stad och öster till Ryssland. 
Miehikkälä kommuns språkliga status är enspråkig finsk.
Miehikkälä kommun ingår i Kotka-Fredrikshamns ekonomiska region.

## Historia
Virojoki å och dess sidogrenar var redan på fornhistorisk tid en viktig handelsled till innersta Finland. I Miehikkälätrakten har funnits bosättning redan på stenåldern och fast bosättning sedan medeltiden.  Ännu på 1800-talets mitt menades med ortnamnet Miehikkälä en enda by, som egentligen omfattade sex småbyar. En glasfabrik grundades 1861 i Miehikkälä by, Kalliokosken lasitehdas, som, på grund av dålig lönsamhet, upphörde med sin verksamhet 1931. Att leva vid gränsen mellan den västra och östra kultursfären har inneburit för bygden stora umbäranden. Under andra världskriget byggde Finland en fortifikationslinje som löper rätt igenom bygden, Salpalinjen. Efter det så kallade fortsättningskriget tog Miehikkälä kommun emot otaliga evakuerade karelare som till följd av kriget hade mist sina hem. 
Innan Miehikkälä blev egen kommun (socken) hörde trakten i långliga tider till Vederlax socken. Miehikkälä moderförsamling bildades 1863, och en egen kyrka togs i bruk 1881. Miehikkälä lösgjorde sig därefter i etapper från Vederlax socken. Vederlax interimistiska kommunsammanträde accepterade Miehikkäläs utträde 1887. Miehikkäläs första självständiga kommunsammanträde ägde rum 1889.

## Byar
Enligt lantmäteriverket fanns det år 2013 sammanlagt 14 så kallade registerbyar  i Miehikkälä kommun:
| Heikkilä Hurttala Järvelä Kylmälä Laihajärvi Laisniemi Lapjärvi | Miehikkälä vars kärn är Suur-Miehikkälä Muurikkala Muurola Saivikkala inkluderande Miehikkälä kyrkoby (Kommunens centralort). Salajärvi Säkäjärvi Kolhola |

På Miehikkälä kommuns webbplats nämns ytterligare sex byar: Hauhia, Kaitai, Purho, Pitkäkoski, Salo-Miehikkälä och Tylli.
I folkmun är kyrkobyn ofta kallad även efter den registerbyn den ligger i, Saivikkala. Då en församling och senare en kommun skulle grundas i de norra delen av Vederlax socken som numera utgör kommunen Miehikkälä, beslöts kyrkan byggas i byn Saivikkala som ligger närmare Vederlax och inte i byn Miehikkälä som då var områdets största by. Denna by som då kallades för Miehikkälä fattade stora delar av den nuvarande kommunens västra delar och dess kärna utgör numera byn Suur-Miehikkälä. Som kompromiss eller en slags ersättning för att inte få kyrkan att byggas i byn Miehikkälä getts dess namn för den nybildade församlingen och kommunen i stället för Saivikkala där kyrkan ligger.

## Styre och politik

### Mandatfördelning i Miehikkälä kommun, valen 1976–2021
| 3 | 13 | 1 | 4 |

| 2 | 13 | 1 | 5 |

| 2 | 1 | 13 | 1 | 4 |

| 2 | 1 | 13 | 2 | 3 |

| 3 | 13 | 2 | 3 |

| 3 | 13 | 2 | 3 |

| 2 | 15 | 1 | 3 |

| 2 | 1 | 15 | 3 |

| 16 | 5 |

| 1 | 1 | 16 | 3 |

| 13 | 8 |

| 1 | 15 | 5 |

| 12 | 9 |

| 1 | 15 | 5 |

| 12 | 9 |

| 1 | 2 | 11 | 1 | 4 |

| 13 | 6 |

### Vänorter
Miehikkälä kommun bedriver vänortsverksamhet med en ort:
- Säters kommun, Sverige, sedan 1945.

## Utbildning
Miehikkälä kommun upprätthåller gemensamt med Vederlax kommun sex finskspråkiga grundskolor,  Klamilan koulu (åk 1–6),  Virojoen koulu (åk 1–6), Virolahden yläaste ja lukio (åk 7–9 och gymnasium),  Miehikkälän koulu (åk 7–9), Kirkonkylän koulu (åk 1–6) och  Suur-Miehikkälän koulu (åk 1–6).

## Demografi

### Befolkningsutveckling
| Befolkningsutvecklingen i Miehikkälä kommun 1975–2020                                                        | Befolkningsutvecklingen i Miehikkälä kommun 1975–2020 | Befolkningsutvecklingen i Miehikkälä kommun 1975–2020 | Befolkningsutvecklingen i Miehikkälä kommun 1975–2020 | Befolkningsutvecklingen i Miehikkälä kommun 1975–2020 |
| --- | ----------------------------------------------------- | ----------------------------------------------------- | ----------------------------------------------------- | ----------------------------------------------------- |
| |                                                       |                                                       |                                                       |                                                       |
| År |                                                       |                                                       | Folkmängd                                             |                                                       |
| 1975 | 1975                                                  |                                                       | 3 434                                                 |                                                       |
| 1980 | 1980                                                  |                                                       | 3 214                                                 |                                                       |
| 1985 | 1985                                                  |                                                       | 3 021                                                 |                                                       |
| 1990 | 1990                                                  |                                                       | 2 787                                                 |                                                       |
| 1995 | 1995                                                  |                                                       | 2 688                                                 |                                                       |
| 2000 | 2000                                                  |                                                       | 2 540                                                 |                                                       |
| 2005 | 2005                                                  |                                                       | 2 433                                                 |                                                       |
| 2010 | 2010                                                  |                                                       | 2 210                                                 |                                                       |
| 2015 | 2015                                                  |                                                       | 2 085                                                 |                                                       |
| 2020 | 2020                                                  |                                                       | 1 868                                                 |                                                       |
| Anm: Uppgifterna avser förhållandena den 31 december nämnda år enligt områdesindelningen den 1 januari 2022. |                                                       |                                                       |                                                       |                                                       |

## Kultur

### Sevärdheter
- Salpalinjens museum. Ett krigshistoriskt museum
- Salpalinjen. En fortifikationslinje som byggdes under andra världskriget och som löper rätt genom kommunen.
- Miehikkälän kotiseutumuseo. Kommunens hembygdsmuseum.
- Suur-Miehikkälän kylämuseo. Ett bymuseum i Suur-Miehikkälä by.
- Krigsminnesmärken. Inom kommunen finns totalt nio krigsminnesmärken.[14]

### Kända personer från Miehikkälä
- Kalevi Korpi (1927–2013), sångare
- Reijo Taipale (1940–2019), sångare

## Bilder

Bilder från Miehikkälä kommun
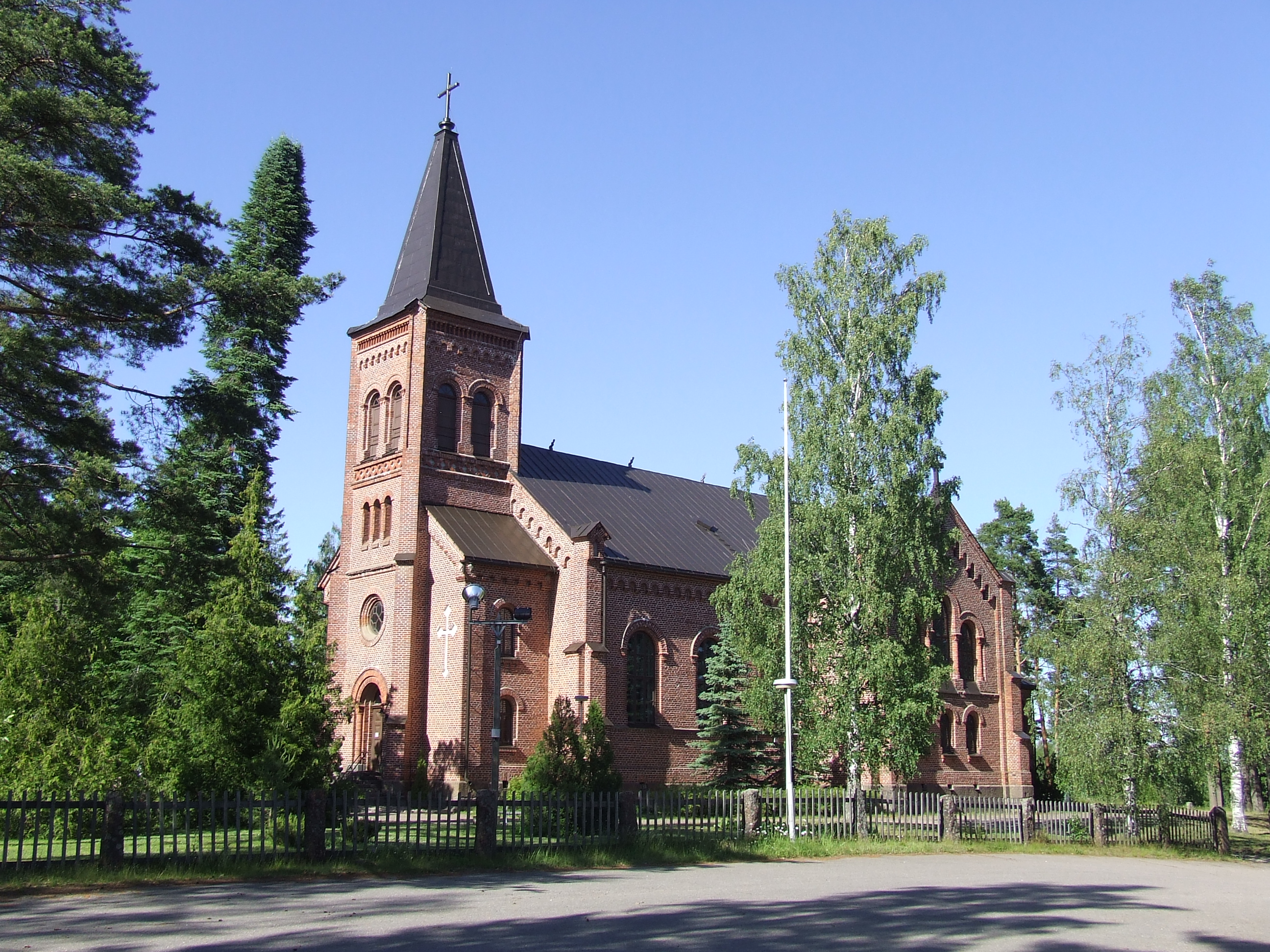
Miehikkälä kyrka.
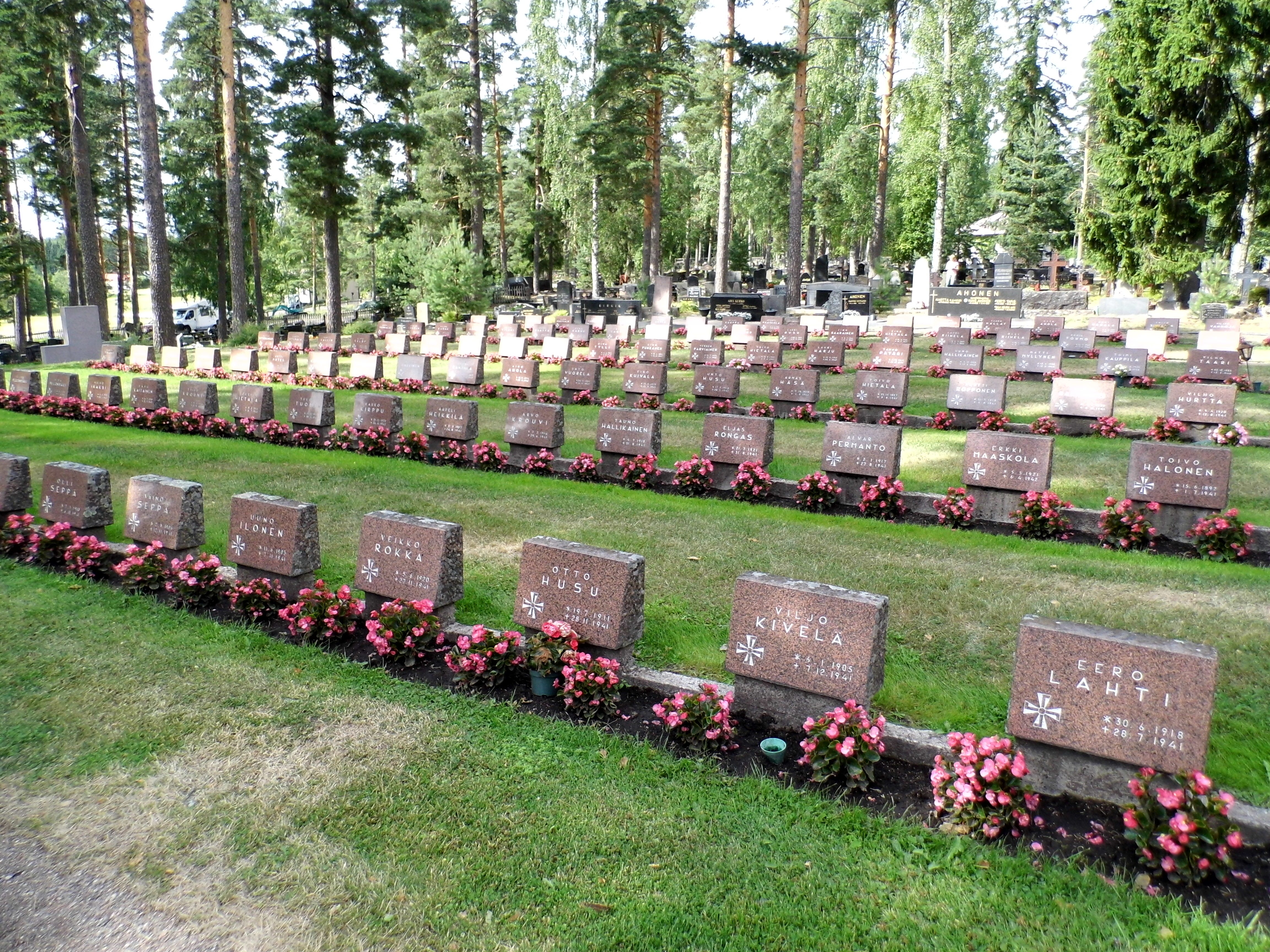
Hjältegravarna vid Miehikkälä begravningsplats.
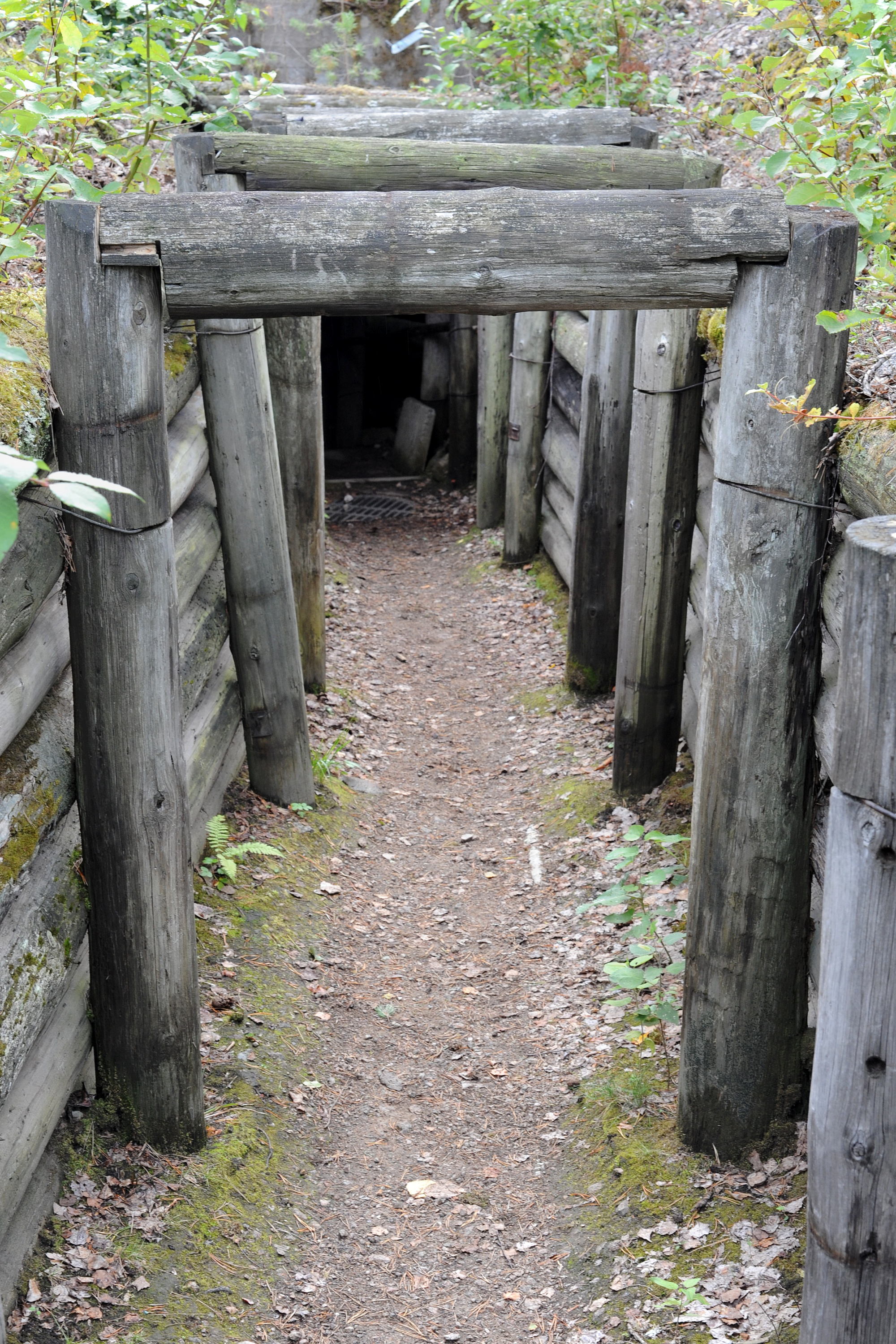
En av skyttegravarna vid Salpalinjens museum.
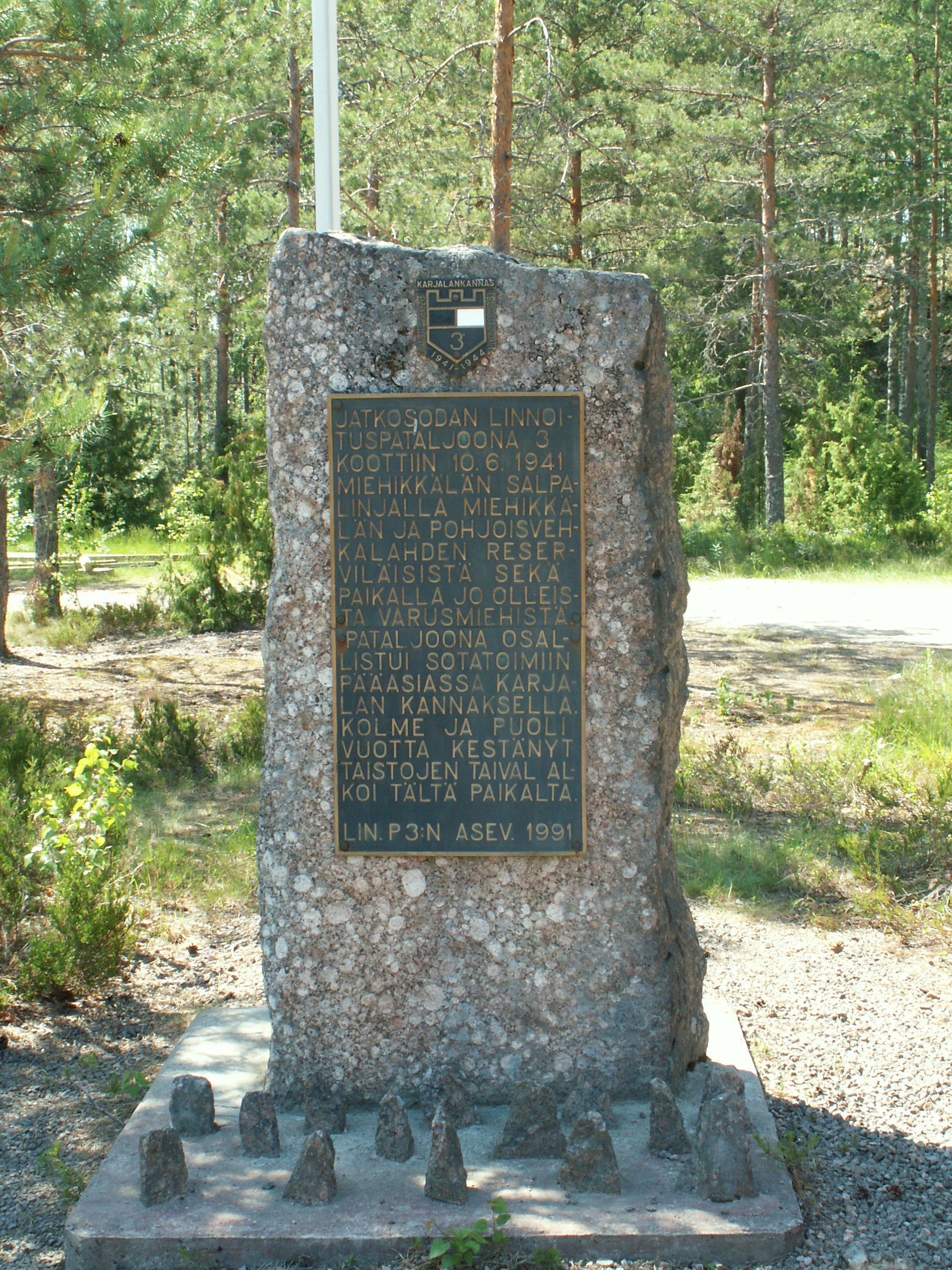
En av krigsminnesmärkena i Miehikkälä kommun.